# Mormont (site archéologique)
Pour les articles homonymes, voir Mormont.
Le Mormont est un site archéologique de la fin du second âge du Fer découvert en 2006 lors de sondages archéologiques préventifs, au sommet de la colline du même nom, dans les communes d'Eclépens et de La Sarraz dans le canton de Vaud. Conduites jusqu'en 2013, les fouilles ont révélé près de deux cents fosses ayant livré de nombreux ossements animaux et humains, des dépôts de céramique ainsi que de nombreux objets métalliques notamment, qui ont exigé un travail important de conservation-restauration au Musée cantonal d'archéologie et d'histoire de Lausanne : en 2014, on estimait ainsi à 110 mois/personne le temps total investi à cette fin. Par sa nature, le site ne connaît pas jusqu'à présent d'équivalent dans l'Europe celtique. Les limites de l'extension du site ne sont actuellement pas connues. Son interprétation comme un sanctuaire celtique est à ce jour encore discutée par les chercheurs.

## Géographie

### Localisation
La colline du Mormont se trouve sur le territoire de la commune d'Eclépens et de La Sarraz, dans le Canton de Vaud, à mi-chemin entre Lausanne et Yverdon-les-Bains, sur la ligne de séparation des eaux du Rhône et du Rhin. Le site occupe un petit plateau proche du sommet.

### Topographie
La Colline du Mormont a été créée par un horst calcaire du Jura prenant la forme d'un plateau aux bords escarpés de 3 km de long pour 1 km de large. Le site archéologique se trouve au fond d'un secteur encaissé, encadré par des failles et proche du sommet de la colline. Le sol est composé de moraine et de sédiments fluvio-glaciaire qui atteignent par endroit 6 m d'épaisseur.

## Historique

### Découverte du site
La colline du Mormont est exploitée depuis 1953 pour l'extraction de calcaire par l'entreprise Holcim SA, à des fins de production de ciment. Dès 1998, en regard aux différentes lois d’aménagement du territoire régissant l’exploitation des carrières, un préavis stipule que chaque étape d’extension de la carrière du Mormont sera précédée d’interventions archéologiques afin de vérifier la présence ou non de vestiges archéologiques. Si ces interventions confirment l’existence de vestiges archéologiques, il en découlera des fouilles de sauvetage. Par conséquent, en réaction à l’extension de la carrière, des prospections sont réalisées en décembre 2000 puis en avril 2001. Sur vingt-deux sondages effectués, seuls trois livrent du mobilier archéologique, en faible quantité. De fait, aucune fouille de sauvetage n’est entreprise à l’issue de ces interventions.
En 2006, l'archéologie cantonale vaudoise mandate l'entreprise Archeodunum pour un diagnostic archéologique, afin de déterminer si la zone menacée par l'extension de l’exploitation de la carrière recèle un potentiel archéologique. Lors des premiers sondages, les découvertes principales sont datées de la fin de l'âge du Fer. Il s'agit notamment de trous de poteaux, de foyers et de fosses-dépotoirs, qui conduisent alors à une interprétation préliminaire comme site d'habitat. Les fouilles engagées à la suite des sondages permettent d'identifier de très nombreuses fosses, livrant un important mobilier archéologique. Prévues initialement sur une durée de deux mois, ces premières fouilles se prolongeront sur plus d'une année, de janvier 2006 à mars 2007. Ces découvertes abondantes et inattendues illustrent l'urgence d'une intervention de sauvetage de plus grande ampleur.

### Déroulement des fouilles (2006-2016)
Dès l'été 2007, l'extension de la carrière entraîne une nouvelle intervention des archéologues sur le site et l'archéologie cantonale décide dès lors d'un programme de fouilles pour les années suivantes, en accord avec l'entreprise Holcim. Les techniques de fouille consistaient jusque-là en des sondages atteignant jusqu'à 4 m de longueur et de tranchées d'environ 10 m de longueur. Dès 2009, il est décidé de procéder dorénavant par décapages de grande surface à l'aide de moyens mécaniques. Cette technique permet en effet de mettre en évidence des structures ou anomalies dans le sol qui sont mieux perceptibles par une approche à grande échelle. Ces fouilles programmées se dérouleront chaque année jusqu'en 2013. Ces fouilles se dérouleront jusqu'en 2016, ou des zones de rejets des déchets seront découvertes.
L'importance des vestiges découverts et la nécessité de les documenter mais également de s'accorder au calendrier de la cimenterie Holcim ont vu la mise au point de techniques de fouille adaptées aux structures fouillées. Dans le cas des nombreuses fosses mises au jour, celles-ci sont dégagées par moitié : cela permet de documenter la succession des couches sédimentaires en stratigraphie, après quoi la seconde moitié de la fosse est vidée en négatif si celle-ci contient du mobilier archéologique.
Parallèlement aux fouilles, l'étude des différents objets et structures mobilisent de nombreux chercheurs depuis 2007. Pour les objets le nécessitant, c'est-à-dire surtout le mobilier métallique, ceux-ci font d'abord l'objet de travaux de conservation-restauration demandant parfois des traitements prolongés sur plusieurs années.   

## Structures
650 structures ont été découvertes, témoignant d’une occupation discontinue du Mésolithique au Moyen-Âge : divers foyers, traces d’habitats et d’exploitation agricole et même une route romaine ont été découverts.

### Fosses à dépôts
Dans le courant du second Âge du fer, de nombreuses fosses à dépôts ont été creusées sur le site. Les fosses à dépôts sont des fosses renfermant plusieurs couches de sédiments contenant du mobilier archéologique, généralement en alternance avec des couches de remblais stériles. Ainsi, près de 250 fosses à dépôts ont été identifiées. Celles-ci sont concentrées dans la partie orientale ainsi qu’à l’extrémité Nord-Ouest du site. Ces fosses sont le plus souvent de forme circulaire ou ovale et l'on compte une dizaine de fosses quadrangulaires ou rectangulaires. Les dimensions de ces fosses sont très variables, allant d'un diamètre de 60 cm à 1,8 m, avec de rares exceptions pouvant aller jusqu’à plus de 4,5 m. Leur profondeur varie elle aussi sensiblement : d'env. 50 cm jusqu'à 5,15 m pour les plus profondes. Les parois des fosses sont droites ou évasées. Quant au creusement de ces fosses, trois types ont été distingués : fond atteignant le calcaire ; fond creusé dans le calcaire ; fond n'atteignant pas le calcaire.
Ces fosses comprennent différents types de dépôts, que l'on peut séparer en deux catégories : dépôts naturels et dépôts anthropiques. Parmi les dépôts anthropiques, on compte ceux dépourvus de mobilier archéologique, tels que remblais, amas lithiques ou présence de gros blocs. Quant aux fosses à dépôts anthropiques contenant du mobilier archéologique, celui-ci se classe dans les catégories suivantes : animal, végétal, humain, céramique et non céramique.
Les dépôts se retrouvent généralement dans les deux tiers inférieurs de la structure et peuvent être séparés par un remplissage. Le tiers supérieur est généralement formé d’un comblement de limon, de pierre, et de quelques objets épars. On retrouve fréquemment charbonneux dans ce comblement.
Dans la partie occidentale du site, les fosses ne se recoupent pas. Il est envisageable que des aménagements visibles en surface aient donc servi de marquage pour les fosses. Ainsi, peut-être que des blocs indiquaient l'emplacement de ces fosses, tels que le suggèrent trois blocs de granit retrouvés à la surface de trois fosses. Dans certains cas, les archéologues ont identifié des empreintes de poteaux de bois, qui ont pu servir à marquer l'endroit où se trouvait la fosse. Il est du reste également possible que les fosses, une fois comblées, soient restées simplement visibles en surface.

### Autres structures de l'Âge du Fer
Différentes structures domestiques et artisanales ont été découvertes. Une structure de la fin de l’âge du fer composée de 21 trous de poteaux disposés sur deux rangées parallèles a été découverte dans la partie Sud-Ouest du site. La datation exacte n’est pas assurée. Une dizaine de dépotoirs et deux zones de rejets à l’air libre de 18 m2 et 27 m2 ont été découvertes. Au Nord-Ouest, quatre cuvettes de 12 à 42 cm de profond contenant des scories de fer et des traces de charbon témoignent d’une activité métallurgique sur le site. Deux niveaux de sol ont également été découverts à l’ouest du site : le premier est interprété comme un chemin tandis que le second se trouvait scellé par une couche de bloc qui semble provenir d’une structure abattue.

## Mobilier archéologique

### Faune
Les restes animaux représentent la plus grande partie du mobilier découvert sur le site : parmi les 65 000 ossements retrouvés, près de 20 000 ont été identifiés. Les mammifères domestiques composent la quasi-totalité du corpus avec un nombre minimum d'individus atteignant 481. Les animaux sauvages ne sont représentés que par dix restes (un crâne et une canine d'ours, une tête de loup, quatre os de chevreuil et 3 objets en bois de cerf) et la volaille par 7 os. Le bœuf représente près des deux tiers des vestiges animaux identifiés ; le cheval, le porc et les caprinés sont présents dans des proportions entre 10 et 15% tandis que le chien ne représente que 1% des restes identifiés.
Les dépôts d'ossements peuvent prendre plusieurs formes : os isolés, restes de boucherie, dépôts de crânes, de mandibules de bœufs ou de scapula, ensembles anatomiques ou encore carcasses entières. On compte 451 dépôts animaux d'une grande diversité : 324 dépôts de taille moindre dont 70 ne sont composés que d’un seul os, 87 amas culinaires, 33 dépôts de squelettes et 7 de carcasses. La fosse la plus importante comprend plus 800 restes animaux identifiés. On peut séparer les restes entre ceux qui ont été consommés ou non, avec une certaine proportion dans cette dernière catégorie d'individus laissés décomposés. Toutes les espèces domestiques sont présentes dans les deux catégories, à l'exception du chien, qui est toujours consommé et du bœuf, qui est l'animal le plus consommé. Les animaux consommés sont les plus nombreux et sont facilement identifiables par les traces de découpes et de cuisson ; l'hippophagie, fait rare dans le monde celtique, a été pratiquée au Mormont. Les déchets de consommation et de boucherie sont mélangés dans les fosses, ce qui laisse entendre que les deux activités se sont tenues au même endroit. Quatre ensembles de grande taille sont presque entièrement constitués de restes calcinés, pouvant correspondre à des bûchers rituels.
37 squelettes et 17 carcasses appartenant à nouveau à des mammifères domestiques (à noter, l'absence du chien) ont été découverts sur le site. Il s'agit pour les squelettes d'individus précipités dans les fosses, généralement la tête la première. La dimension des fosses empêche les animaux de grande taille d'atterrir dans une position naturelle : le bœuf et le cheval reposent rarement sur le flanc, contrairement aux espèces plus petites. Dans un cas particulier, une vache aurait été suspendue et maintenue au-dessus de la fosse jusqu'à sa décomposition et à la chute des os dans la fosse. Peu de traces de mises à mort ont été observées. Quant aux carcasses, il peut s'agir de squelettes dont des parts ont été perdues lors de la décomposition ou à cause de mauvaises conditions de conservation. On trouve 14 des 17 carcasses concentrées dans deux fosses (146 et 542), deux ensembles alignés avec d'autres fosses de grande importance.
Les restes s'organisent autour du centre du site et vers l'est du site et perdent en cohérence avec la distance. Très peu de remontages ont pu être effectués, en raison du mauvais état de conservation des restes. Néanmoins, en cinq occasions, des éléments de fosses différentes mais proches ont pu être mis en relation. Les animaux du Mormont sont de taille moyenne pour le monde celtique ; on remarque tout de même plusieurs chevaux de grande taille qui sont le fait d'importations d'Italie. L'âge des animaux permet de définir deux saisons d'abattage, au printemps et en automne.

### Restes humains
Près de 1200 ossements humains ont été mis au jour lors des fouilles; leur état de conservation est mauvais, notamment à cause de la nature des sols. Lors de leur enfouissement, ces vestiges humains ont subi des traitements particuliers : les ossements sont isolés et dispersés, certains individus sont retrouvés en position inhabituelle et d'autres présentent des manipulations inhabituelles. Concernant les ossements isolés, ceux-ci comptent essentiellement des crânes mais aussi des os longs, présentant pour certains des traces de découpe. Certains restes représentent des fragments de corps : on retrouvera ainsi les os complets du bras, du tronc ou encore de la tête avec quelques vertèbres. Pour les squelettes entiers, ceux-ci sont parfois disposés en décubitus ventral. Dans d'autres cas, l'étude taphonomique des corps a permis de dire que certains ont été jetés dans une fosse ou encore maintenus en suspension au-dessus de celle-ci.
Deux cas d'inhumations assises ont été observées au Mormont. Les inhumations assises se retrouvent en France et sur le Plateau suisse pour les périodes de La Tène moyenne et finale. Les squelettes sont disposés en position assise, avec le plus souvent une jambe repliée près du corps. Il s'agit, lorsqu'une diagnose anthropologique a pu être faite sur le squelette, d'individus masculins. Dans la plupart des cas connus, ces inhumations ont lieu en contexte cultuel ou à proximité de sites cultuels et l'individu n'est pas accompagné de mobilier archéologique. De fait, la communauté scientifique s'accorde pour dire que les individus inhumés revêtaient un statut particulier dans les sociétés celtiques de cette époque. Pour l'une de ces inhumations, au Mormont, l'individu reposait sur des tessons d'un récipient de stockage. A ses côtés ont été trouvés un gobelet entier, une bouteille fragmentaire et des restes animaux, notamment une paire de mandibules et une scapula de bœuf.
Dans l'une des fosses (422) du Mormont , trois squelettes humains ont été retrouvés, présentant des traces de feu, dont la température n'a pas dépassé les 400°C. Il s'agit d'un enfant et de deux adultes. Les squelettes des deux adultes sont incomplets : le côté gauche (membres et tête) du squelette a été sectionné et les traces de combustion se trouvent aux mêmes endroits, indiquant que ces deux squelettes ont été exposés au feu de la même façon. Les zones marquées par l'exposition au feu sont celles démunies de muscles, en l'occurrence les extrémités du fémur et de l'avant-bras, le haut du crâne et les bords de la mandibule, les clavicules et le coude . Les trois squelettes reposent sur des restes animaux (porcs, agneaux, bœufs) ayant subi eux aussi une exposition au feu. Chaque squelette est associé à une corne et une omoplate de bœuf ou de caprin, déposés à proximité.

### Mobilier céramique
On trouve plus de 20 000 vestiges céramiques appartenant à plus de 500 objets différents avec des éléments de céramique fine et grossière. Les tessons sont organisés de plusieurs manières : ils peuvent être rapportés à des vases entiers, à de grands fragments placés en fond de fosse ou à des tessons isolés. Les récipients retrouvés sont similaires à ceux que l'on retrouve sur les sites d'habitat ; il s'agit de vaisselle à boire, de cuisson, de stockage, consommation et préparation ainsi que de vaisselle de table. La typologie du corpus céramique, très varié, permet de le dater de la fin du IIe siècle av. n.è. Plusieurs formes, dont les grands vases servant au stockage de denrées alimentaires, sont surreprésentés en comparaison avec le mobilier des agglomérations contemporaines. Certains tessons appartenant au même objet ont été dispersés dans des fosses différentes.
La céramique est principalement issue d'une production régionale. Les formes céramiques du Mormont se rapprochent notamment de celles retrouvées sur le site de l'oppidum d'Yverdon-les-Bains, à une vingtaine de kilomètres du Mormont, où une partie de la céramique du Mormont a vraisemblablement pu être produite. Comparativement aux sites contemporains, notamment en France, peu de céramique d'importation a été mise au jour au Mormont - un constat similaire déjà observé de manière générale pour le Plateau suisse. La céramique importée provient de Campanie et est représentée par des tessons d'amphores de type Dressel 1, servant au transport de vin principalement. La présence marginale de ces amphores suggère une faible importation de ce type de produits, probablement car ces régions se trouvent en marge des principaux axes commerciaux entre l'Italie actuelle et les grands centres laténiens des deux derniers siècles av. n.è. Trois lampes à huile sont également le fait d’importation.

### Mobilier métallique
Le métal est représenté par divers éléments de vaisselle, de parure, et des outils. Aucune arme n'a été découverte sur le site. La vaisselle en bronze est beaucoup moins bien représentée que la céramique : une quinzaine de récipients ont été retrouvés, parmi lesquels des situles, des bassines, des bouteilles et des gobelets. La majorité de ces objets ont sans doute été importés d'Italie. Une vingtaine de fibules a été également découverte ; les formes, de type Nauheim, renvoient à la période entre la fin du IIe s. et le début du Ier s. av. J.-C.
Différents outils de fer ont été retrouvés : couteaux, marteaux, pinces, crémaillères, haches, pioches, pelles, pelles à feu, fourchettes à viande et grils, ainsi que de nombreux éléments de quincaillerie. Ces outils sont généralement déposés en ensembles cohérents, par corps de métier, comme c'est le cas dans la fosse 146, où un attirail de forgeron est placé au côté d'un simulacre de foyer en pierres rubéfiées. Des clous, des fibules et des fragments de lames ont été retrouvés dans les niveaux de circulation. Des scories de fer et de bronze ainsi que des barres de fer de 80 cm de long, appointés en biseau, ont été découvertes, ; ces dernières pourraient être des lingots. Il s'agit d'une forme attestée uniquement au Mormont.
En 2012, un assemblage prenant la forme d’un amas ferre de 80 cm de diamètre a été retrouvé au fond d’une fosse peu profonde. Une étude radiographique révèle qu’il est composé d’une cotte de mailles enveloppant plusieurs objets de bronze et de fer dont des fibules, divers outils, de la quincaillerie et un couteau. Des traces de cuir et de tissu ont été également retrouvée. Un casque en tôle de bronze fine a également été retrouvé. Ce sont les seuls éléments de la panoplie de guerrier qui ont été retrouvés.
On notera enfin la présence d'un anneau d'argent et d'un disque de plomb, ainsi que l'absence de mobilier en or sur le site.

### Monnaies
Environ 80 monnaies de plusieurs types ont été retrouvés sur le site. On note ainsi que plusieurs potin "à la grosse tête", certains dans le remplissage d'une des fosses à dépôt et des deniers en argent frappés selon un modèle romain, retrouvés dans les niveaux de circulation. Des oboles massaliotes ont également été mises au jour. Les datations aux environs du Ier s. av. J.-C. confirment ce que l'étude des fibules avait déjà indiqué,.

### Meules
Plus de 150 meules rotatives en grès coquillier, dit "pierre de la molière", ont été retrouvées sur le site, dont 53 encore entières. Leur typologie est caractéristique de la fin du IIe siècle av. n.è. pour le monde celtique. Le grès coquillier provient de la région entre Yverdon-les-Bains et Avenches, à une quarantaine de kilomètres du site. Une meule de grès rouge vient du sud de l'Allemagne. Les meules peuvent être associées à d'autres éléments dans les dépôts de fosse tout comme il ne peut s'agir que du seul type d'objet présent ; dans ce cas, entre 4 et 9 exemplaires sont présents dans un seul dépôt.

### Divers
Très peu d'os travaillés ont été retrouvés sur le site : on a découvert quelques boutons et des manches de couteaux. Quelques perles annulaire en pâte de verre ont aussi été découvertes.
De rares éléments en bois ont également été conservés : il s'agit d'éléments de coffrage en bois de chêne ainsi que d'une coupe en bois d'érable tourné conservée grâce à la stagnation de l'eau au fond d'une fosse.

## Chronologie et durée d'occupation
Le site est occupé de manière continue du Mésolithique au Moyen-Âge. Des lamelles à encoches et un foyer atteste la présence humaine dès 6500 av. J.-C. Du Néolithique moyen au début du néolithique final, on retrouve des occupations ponctuelles représentées par une douzaine de structures ainsi que quelques rares éléments lithiques retrouvés dans des structures de l’Âge du fer. À l’Âge du bronze, 3 structures et quelques pièces de mobilier dont une épingle témoignent d’un établissement entre 1500 et 1400 av. J.-C. Le Hallstatt C/D1 est représenté par un habitat, plusieurs milliers de tessons de céramique ainsi que d’autres vestiges qui témoignent d’une occupation étendue qui pourrait être en lien avec la tombe à crémation d’Orny. Le site sert de voie de passage à l’époque romaine, puis est exploité pour l’agriculture au Moyen-Âge puis comme carrière à l’époque moderne.
La période La Tène D1 B est la mieux représentée sur le site. Les fibules retrouvées sur le site, toutes de type Nauheim, fournissent une datation entre 120 et 80 av. J.-C., qui est confirmée par la céramique (notamment par la présence d'amphores de type Dressel 1 importée d'Italie) et les études dendrochronologiques. Il est plutôt rare pour un site terrestre en milieu géologique calcaire que les bois soient suffisamment bien conservés pour effectuer des datations par dendrochronologie. Cependant, certains échantillons de bois provenant des fosses ont été conservés grâce au sédiment resté humide depuis leur enfouissement. Ainsi, des bois de chêne, de hêtre et d'érable notamment ont fait l'objet de datations: des échantillons provenant de quatre fosses ont été étudiés, livrant des dates d'abattage aux environs de 110 av. J.-C.
La période d'occupation maximale du site était inférieure à 25 ans. La durée d'occupation minimale est également peu sûre. La possibilité d'un événement très bref a rapidement été écartée : la décomposition des restes animaux avant le dépôt et le comblement des fosses est un indice d'une occupation sur au moins plusieurs mois, et les saisons d'abattage permettent d'estimer cette durée à un an au moins.
Ces informations sont à mettre en parallèle avec d'autres sites identifiés comme des sanctuaires : ceux-ci ont connu des périodes d'occupation beaucoup plus longues, souvent jusqu'à la période romaine et ont des nombres minimum d'individus similaires ou inférieurs à ceux du Mormont, ce qui montre le caractère exceptionnel de ce site.

## Fin du second Âge du fer sur le Plateau suisse
Peu de sites d'habitat sont connus pour la période de La Tène moyenne (260 - 150 av. J.-C.) sur le Plateau suisse. En 2015, une agglomération celtique a été mise au jour dans la commune de Vufflens-la-Ville. Ce site se situe à une dizaine de kilomètres du Mormont et semble dater du IIe siècle av. J.-C., pour être abandonné aux alentours de 100 av. J.-C. La fouille a permis d'identifier trois zones distinctes : deux sont dédiées à l'habitat et aménagées sur des terrassements naturels, la dernière consiste en une zone artisanale ayant livré de nombreux objets liés aux travaux de forge.
À une quinzaine de kilomètres au nord du Mormont et contemporains de celui-ci se trouvaient les oppidums d'Yverdon-les-Bains et de Sermuz, L'agglomération d'Yverdon-les-Bains se pourvoit de fortifications dès 80 av. J.-C. et l'on y connaît quelques vestiges d'habitats du Ier siècle av. J.-C.. Son oppidum, dont la construction est de type Pfostenschlitzmauer, est abandonné vers le milieu du Ier siècle av. J.-C. L'oppidum de Sermuz, à environ deux kilomètres d'Yverdon, est quant à lui construit dans la seconde moitié du Ier siècle av. J.-C. et est constitué d'un mur de type murus gallicus.
On date de la même période que le site du Mormont l'effondrement du pont de Cornaux-les Sauges, situé entre les lacs de Neuchâtel et de Bienne.

## Interprétation du site
Plusieurs hypothèses circulent quant à la nature du site. L'hypothèse de l'habitat, telle que formulée lors de la découverte du site, a rapidement été écartée en raison des particularités des structures découvertes.
Le site a très vite été désigné comme sanctuaire,, principalement à cause de la particularité des structures et de leur contenus. Diverses pratiques rituelles (dépôts d'animaux, de céramique, de mobilier métallique, de meules, sacrifices d'animaux, inhumés assis) poussent dans le sens de cette interprétation. Un exemple criant est la présence d'animaux abandonnés à la décomposition, élément important du rite identifié sur le sanctuaire de Gournay-sur-Aronde. Une préférence pour les os du côté droit a également été constatée sur une portion du site, ce qui le rapproche à nouveau de pratiques observées à Gournay-sur-Aronde, là-bas de manière beaucoup plus stricte. Pourtant l'organisation du site est très différente des sanctuaires du Nord de la France : outre un manque de limites attestées ("temenos") et l'absence de structures architecturées sur le site, la durée d'occupation du site est beaucoup moins importante. En effet, elle est estimée à moins d'une génération, là où un sanctuaire celtique classique est généralement occupé pendant plusieurs siècles. Compte tenu de cette durée d'occupation courte, la quantité d'ossements animaux découverte est exceptionnelle : le nombre d'individus identifiés sur le Mormont est comparable à des sites occupés sur des durées de plusieurs siècles. Il pourrait s'agir d'événements d'une ampleur bien plus importante qui ont incorporé de nombreux animaux consommés dans des banquets réunissant plusieurs centaines de personnes. Mais certaines pratiques vont à l'encontre de celles des sanctuaires celtiques bien identifiés, comme l'absence de distinction entre animaux consommables ou non et de sélection des individus sacrifiés (des caractéristiques importantes des pratiques observées sur ces sites), ou encore la consommation de cheval qui est absente de ces sanctuaires mais pratiquée au Mormont. Face à l’impossibilité de rattacher le site aux sanctuaires du Nord de la France, l’appellation « lieu de culte » a rapidement été préférée.
Une autre hypothèse présente le site comme un camp de réfugiés ou un bivouac de grande taille. Cette interprétation suppose qu'une population ait occupé temporairement le Mormont, à la suite d'un événement de grande ampleur, comme la migration des Cimbres et des Teutons (Strabon, Geographie IV, 3, 3) qui a lieu dans la même temporalité que l'occupation du Mormont et qui aurait pu mener à un siège de la colline. Une telle occupation suppose toutefois l'utilisation d'abris provisoires qui n'auraient alors pas laissé de traces. Quant aux fosses, elles seraient des puits creusés à la recherche d'eau, qui auraient ensuite servi de réceptacle pour les dépôts. La présence d'animaux non consommés s'expliquerait par une pénurie de nourriture, qui aurait entraîné la mort d'une grande partie du cheptel, à un rythme supérieur aux capacités de leur consommation par les occupants.
L’interprétation la plus admise présente le site comme un "lieu de rassemblement liant activité profane et sacrée dans des circonstances à préciser".

### Ouvrages
- Caroline Brunetti, Yverdon-les-Bains et Sermuz à la fin de l’âge du fer, Lausanne, CAR, coll. « Cahiers d'archéologie romande » (no 107), 2007 (ISBN 978-2-88028-107-6)
- Caroline Brunetti, Gilbert Kaenel et Patrice Méniel (dir.), Les Helvètes au Mormont, vol. HS7, Archéothéma, avril 2014 (ISSN 1969-1815)
- Caroline Brunetti, Gilbert Kaenel et Claudia Niţu (dir.), Mormont I. Les structures du site du Mormont (Eclépens et La Sarraz, canton de Vaud). Fouilles 2006-2011, Lausanne, CAR, coll. « Cahiers d'archéologie romande » (no 177-178), 2019 (ISBN 978-2-88028-178-6)
- Patrice Méniel, Mormont II. Les restes animaux du site du Mormont : Eclépens et La Sarraz, canton de Vaud, vers 100 avant J.-C, Lausanne, CAR, coll. « Cahiers d'archéologie romande » (no 150), 2014 (ISBN 978-2-88028-150-2, lire en ligne)

### Articles
- Claudia NITU, Lionel PERNET,  Le site du Mormo.t et la migration des Helvètes, dans : Dossiers d'Archéologie, n°421, janvier-février 2024. P.32-35.
- J. GENECHESI, et alii-  Sacré Mormo.t! Enquête chez les Celtes, Million, Infolio, 2023, pp.32-35.
- BRUNAUX, J.-L., MENIEL, P., POPLIN F. (1985). Gournay : Les fouilles sur le sanctuaire et l'oppidum (1975-1984), in: Revue archéologique de Picardie. Numéro spécial 4, 1985, pp. 1-268.
- BRUNETTI C. et al. (2009). Le Mormont, un sanctuaire des Helvètes en terre vaudoise vers 100 avant J.-C., éd. Archéodunum, Lausanne.
- DELATTRE, V. et PECQUEUR, L. (2017) « Entrer dans l’immobilité » : les défunts en position assise du second âge du Fer, in: Gallia, 74-2, pp.1-17.
- DIETRICH E., KAENEL G. et WEIDMANN D., (2007). Le sanctuaire helvète du Mormont, in: Archéologie Suisse : Bulletin d'Archéologie Suisse, 2007, pp. 2-13
- LIEGARD, S., et PECQUEUR, L. (2014). Les inhumés assis laténiens des Pierrières à Batilly-en-Gâtinais (Loiret), in: Gallia, 71-2, pp.89‑101. JSTOR.
- MENIEL, P. (2009). Archéozoologie et sanctuaires : quelques développements récents, in: Etudier les lieux de culte de Gaule romaine, Sep 2009, Dijon, France, pp.11-20.
- NITU C., MAROELLI D., GALLAY A., MÉNIEL P., (2016). Le Mormont. Une décennie de recherches archéologiques, in: Archéologie vaudoise, chronique 2016, pp. 46-63
- SCHWARZ, P.-A. (2008). [Rezension von] W. Zanier, Der spätlatènezeitliche und römerzeitliche Brandopferplatz im Forggensee (Gde. Schwangau), mit Beiträgen von A. van den Driesch, H.J. Küster und W. Tegel : Münchner Beiträge zur Vor- und Frühgeschichte 52, München 1999, Jahrbuch Archäologie Schweiz. Archäologie Schweiz, S. 252-253.